# 타주딘가시쥐
타주딘가시쥐(Maxomys tajuddinii)는 쥐과에 속하는 설치류의 일종이다. 동양구에서 발견된다.

## 특징
보통 크기의 설치류로 머리부터 몸까지 길이는 95~122mm, 꼬리 길이는 107~122mm이다. 발 길이는 28~30mm, 몸무게는 최대 70g이다. 털은 길고 무성하며 윤이 난다. 등 쪽은 오렌지색과 갈색빛을 띠는 반면에 배 쪽은 크림색빛 흰색이다. 눈은 비교적 작고 주위에 갈색 테두리가 있다. 귀는 작은 타원형이고 짙은 갈색을 띤다.

## 생태
땅 위에서 주로 생활하는 육상성 동물이다.

## 분포 및 서식지
보르네오섬과 말레이반도, 수마트라섬에 널리 분포한다.